# Guatemala az 1988. évi téli olimpiai játékokon
Guatemala a kanadai Calgaryban megrendezett 1988. évi téli olimpiai játékok egyik részt vevő nemzete volt. Az országot az olimpián 2 sportágban 6 sportoló képviselte, akik érmet nem szereztek. Guatemala először vett részt a téli olimpiai játékokon.

## Alpesisí
Férfi
| Versenyző              | Versenyszám            | 1. futam      | 1. futam      | 2. futam      | 2. futam      | Összesítés    | Összesítés    |
| Versenyző              | Versenyszám            | Idő           | Hely.         | Idő           | Hely.         | Idő           | Helyezés      |
| ---------------------- | ---------------------- | ------------- | ------------- | ------------- | ------------- | ------------- | ------------- |
| Carlos Andrés Bruderer | Műlesiklás             | 1:16,87       | 52.           | 1:09,43       | 40.           | 2:26,30       | 39.           |
| Carlos Andrés Bruderer | Óriás-műlesiklás       | 1:29,45       | 75.           | 1:26,17       | 65.           | 2:55,62       | 65.           |
| Carlos Andrés Bruderer | Szuperóriás-műlesiklás |               |               |               |               | nem ért célba | nem ért célba |
| Christian Bruderer     | Műlesiklás             | 1:19,30       | 55.           | nem ért célba | nem ért célba | kiesett       | kiesett       |
| Christian Bruderer     | Óriás-műlesiklás       | nem ért célba | nem ért célba | kiesett       | kiesett       | kiesett       | kiesett       |
| Christian Bruderer     | Szuperóriás-műlesiklás |               |               |               |               | 2:05,99       | 50.           |
| Alfredo Rego           | Műlesiklás             | 1:46,49       | 68.           | 1:33,79       | 54.           | 3:20,28       | 54.           |
| Alfredo Rego           | Óriás-műlesiklás       | 1:45,07       | 80.           | 1:41,52       | 68.           | 3:26,59       | 69.           |

Női
| Versenyző    | Versenyszám            | 1. futam | 1. futam | 2. futam | 2. futam | Összesítés    | Összesítés    |
| Versenyző    | Versenyszám            | Idő      | Hely.    | Idő      | Hely.    | Idő           | Helyezés      |
| ------------ | ---------------------- | -------- | -------- | -------- | -------- | ------------- | ------------- |
| Fiamma Smith | Műlesiklás             | 1:23,56  | 39.      | 1:21,94  | 27.      | 2:45,50       | 27.           |
| Fiamma Smith | Óriás-műlesiklás       | 1:25,31  | 45.      | 1:34,86  | 29.      | 3:00,17       | 29.           |
| Fiamma Smith | Szuperóriás-műlesiklás |          |          |          |          | nem ért célba | nem ért célba |

## Sífutás
Férfi
| Versenyző      | Versenyszám | Eredmény  | Helyezés |
| -------------- | ----------- | --------- | -------- |
| Dag Burgos     | 15 km       | 53:00,8   | 80.      |
| Dag Burgos     | 30 km       | 1:47:38,5 | 80.      |
| Ricardo Burgos | 15 km       | 55:16,3   | 81.      |
| Ricardo Burgos | 30 km       | 1:51:19,4 | 83.      |